# آلفا عمر سو (بازیکن فوتبال، زاده ۱۹۸۴)
آلفا عمر سو (انگلیسی: Alpha Oumar Sow؛ زادهٔ ۱۲ فوریهٔ ۱۹۸۴) بازیکن فوتبال اهل سنگال بود.
وی همچنین در تیم ملی فوتبال سنگال بازی کرده است.